# Hrabství Roscommon
Hrabství Roscommon (irsky Contae Ros Comáin, anglicky County Roscommon) je irské hrabství, nacházející se na severozápadě země v bývalé provincii Connacht. Sousedí s hrabstvím Sligo na severu, s hrabstvími Leitrim, Longford a Westmeath na východě, s hrabstvím Offaly na jihu a s hrabstvími Galway a Mayo na západě. Hrabstvím protéká řeka Shannon.
Hlavním městem hrabství je Roscommon. Hrabství má rozlohu 2547 km² a žije v něm přibližně 64 tisíc obyvatel.
Mezi zajímavá místa patří jezero Lough Ree na řece Shannon a jezero Lough Key, které se nachází na severu hrabství.
Dvoupísmenná zkratka hrabství, používaná zejména na SPZ, je RN.